# Крукс, Алистер
Алистер Гордон Крукс (англ. Alistair Gordon Crooks, очень часто agc, по инициалам; родился 28 апреля 1959, Великобритания) — с 1999 года является президентом фонда «The NetBSD Foundation». В 1993 году присоединился к проекту NetBSD как пользователь и случайный вкладчик (вносил небольшие улучшения), а в 1997 году уже как разработчик. Также является разработчиком и основателем пакетной системы pkgsrc. Занимался переносом пакетной системы pkgsrc на операционные системы Sun Solaris и Mac OS X, также добавил общий загрузочный код, который позволяет пакетной системе pkgsrc запускаться на большинстве операционных систем семейства POSIX.
Несколько фактов об Алистере Круксе:
- Обладает высшей ученой степенью в области компьютерных наук университета Глазго.
- Первая работа в юникс системе — UNIX V6 на PDP-11/45 в 1978 году.
- Женат, имеет двух детей, проживает в Великобритании.
- С 1984 по 1992 год проводил консультации по безопасности операционных систем, три года в Нидерландах и три года в Германии.
- С 1992 по 1998 год работал на корпорацию «Amdahl» (с 1997 года принадлежит Fujitsu).
- Занимался администрированием баз данных и веб-инфраструктурой в окружении UNIX для Commerzbank Securities в Лондоне.
- Занимался разработкой, расширением и администрированием ACE-ii.com
- До недавнего времени был инженером разработки Wasabi Systems.
- Начал заниматься разработкой проекта NetBSD в 1993 году, перед этим занимался разработкой 386BSD.
- С 1997 года занимался установкой и обновлением стороннего управляющего ПО для проекта NetBSD, включая перенос программного обеспечения на другие платформы.
- Занимался управлением проекта «The NetBSD Foundation» начиная с его основания в 2002 году.
- Написал несколько технических документов и представил их на различных конференциях.